# اکسلسیور اسپرینگز (میزوری)
اکسلسیور اسپرینگز (به انگلیسی: Excelsior Springs) شهری در شهرستان کلی و شهرستان ری ایالت میزوری است که جمعیت آن در سرشماری سال ۲۰۱۰ میلادی ۱۱٫۰۸۴ نفر بوده است.